# Theo Dierckx

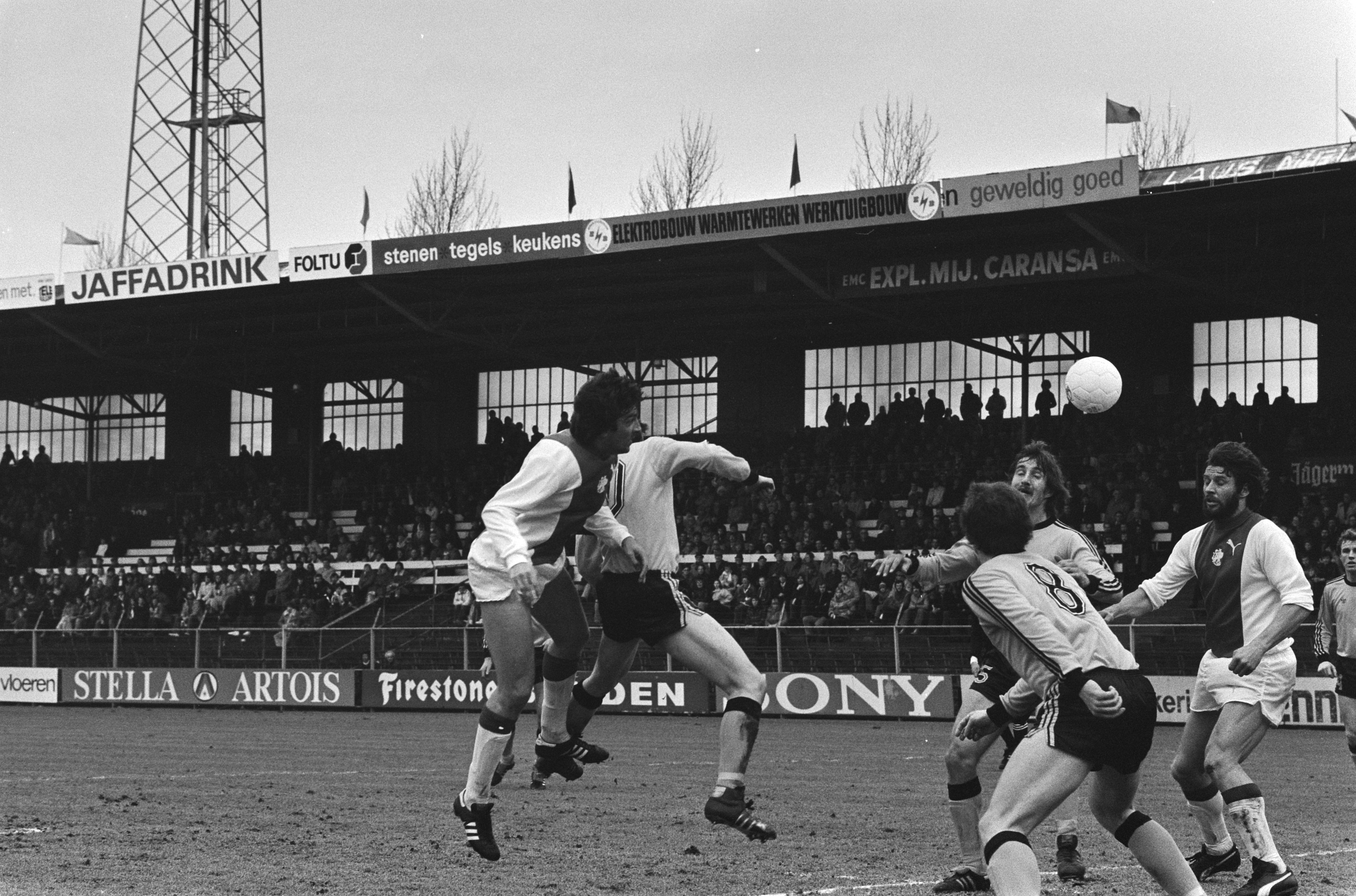
Dierkx (rechts, in 1979)

Theo Dierckx (Breda, 12 februari 1949) is een voormalig voetballer die zijn gehele carrière uitkwam voor NAC.
Theo Dierckx begon met voetballen bij VV Zundert. Eind jaren zestig stapt hij over naar NAC, waar hij via een aantal jaren in het tweede elftal in 1969 zijn debuut maakt in de eredivisie. Vanaf het seizoen 1972-1973 verovert de middenvelder definitief een vaste basisplaats en in datzelfde seizoen wint hij met NAC de KNVB Beker door een 2-0 zege in de finale tegen N.E.C.
Dierckx speelt zich in die jaren zelfs in de kijker van Ajax. Tot een overgang komt het echter niet want Dierckx geeft de voorkeur aan zijn studie fysiotherapie boven een onzeker bestaan als full-prof in Amsterdam.
Hij blijft uiteindelijk nog tot 1980 spelen voor de Bredase club. In totaal komt Dierckx tot ruim 200 competitiewedstrijden op het hoogste niveau voor NAC waarin hij 23 keer het net weet te vinden.
Na zijn voetbalcarrière is Dierckx nog tot 1987 als fysiotherapeut aan de club uit Breda verbonden.